# Густален 1
Густален 1 (англ. Hustalen 1) — індіанська резервація в Канаді, у провінції Британська Колумбія, у межах регіонального округу Коламбія-Шушвап.

## Населення
За даними перепису 2016 року, індіанська резервація нараховувала 31 особу, показавши зростання на 19,2%, порівняно з 2011-м роком. Середня густина населення становила 3,4 осіб/км².

## Клімат
Середня річна температура становить 3,9°C, середня максимальна – 18,1°C, а середня мінімальна – -12,4°C. Середня річна кількість опадів – 793 мм.
| Клімат поселення                              | Клімат поселення | Клімат поселення | Клімат поселення | Клімат поселення | Клімат поселення | Клімат поселення | Клімат поселення | Клімат поселення | Клімат поселення | Клімат поселення | Клімат поселення | Клімат поселення | Клімат поселення |
| Показник                                      | Січ.             | Лют.             | Бер.             | Квіт.            | Трав.            | Черв.            | Лип.             | Серп.            | Вер.             | Жовт.            | Лист.            | Груд.            |                  |
| Середній максимум, °C                         | −0,49            | 1,82             | 5,33             | 9,50             | 13,96            | 17,68            | 17,94            | 18,14            | 13,52            | 8,04             | 1,64             | −2,45            |                  |
| Середня температура, °C                       | −6,44            | −4,11            | −0,62            | 3,57             | 8,02             | 11,73            | 14,32            | 14,52            | 9,91             | 4,42             | −1,98            | −6,07            |                  |
| Середній мінімум, °C                          | −12,37           | −10,03           | −6,55            | −2,37            | 2,10             | 5,80             | 10,72            | 10,91            | 6,29             | 0,82             | −5,59            | −9,69            |                  |
| Норма опадів, мм                              | 78               | 49               | 55               | 46               | 63               | 78               | 66               | 56               | 52               | 66               | 92               | 92               |                  |
| Середньомісячна швидкість вітру, м/с          | 2.03             | 1.98             | 2.28             | 2.42             | 2.31             | 2.23             | 2.15             | 2.04             | 1.98             | 2.11             | 2.24             | 2.08             |                  |
| Середньомісячна сонячна радіація, кДж/м²·день | 3277             | 6504             | 11342            | 16263            | 19822            | 21359            | 22303            | 19000            | 13306            | 7629             | 3541             | 2538             |                  |
| --------------------------------------------- | ---------------- | ---------------- | ---------------- | ---------------- | ---------------- | ---------------- | ---------------- | ---------------- | ---------------- | ---------------- | ---------------- | ---------------- | ---------------- |
| Джерело:                                      |                  |                  |                  |                  |                  |                  |                  |                  |                  |                  |                  |                  |                  |